# Грігоре Ніколеску-Бузешті
Грігоре Ніколеску-Бузешті (рум. Grigore Niculescu-Buzești; 1 серпня, 1908, Сарата Бузеу — 12 жовтня 1949, Нью-Йорк) — румунський політик, міністр закордонних справ Румунії.

## Біографія
1929 року закінчив юридичний факультет Бухарестського університету.
У Міністерстві закордонних справ займав наступні посади:
- Третій секретар (1933);
- Другий секретар (1937);
- Секретар (1941);
- Член ради (1943);
- Повноважний міністр (15 серпня 1944—1949).

Паралельно з роботою в міністерстві, він був відправлений за кордон як секретар посольства в Стокгольмі (1937—1939) і Ризі (1939—1940).
Повернувшись до Румунії, він очолював Департамент з економічних та адміністративних питань (23 червня 1944), і Управління кадрами (з 1 серпня 1944).
Отримавши ряд цілком таємної інформації, Ніколеску-Бузешті надав її королю Міхаю I і його оточенню, що дозволило усунути Антонеску від влади.
Після повалення Антонеску 23 серпня 1944, Ніколеску-Бузешті був призначений міністром закордонних справ в уряді генерала Константина Сенетеску (23 серпня — 2 листопада 1944).
Незабаром після свого вимушеного зречення в 1948 король Міхай I зустрівся з Бузешті, в ході обговорення що відбулося в готелі «Derby din Davos», Бузешті запропонував формування Національного комітету Румунії, що складався б з трьох партій: Селянської, Ліберальної і Соціал-демократичної. Колишній король повинен був порадитися з генералом Редеску, перш ніж ухвалювати рішення.
Помер 12 жовтня 1949 в Нью-Йорку.